# Écréhous

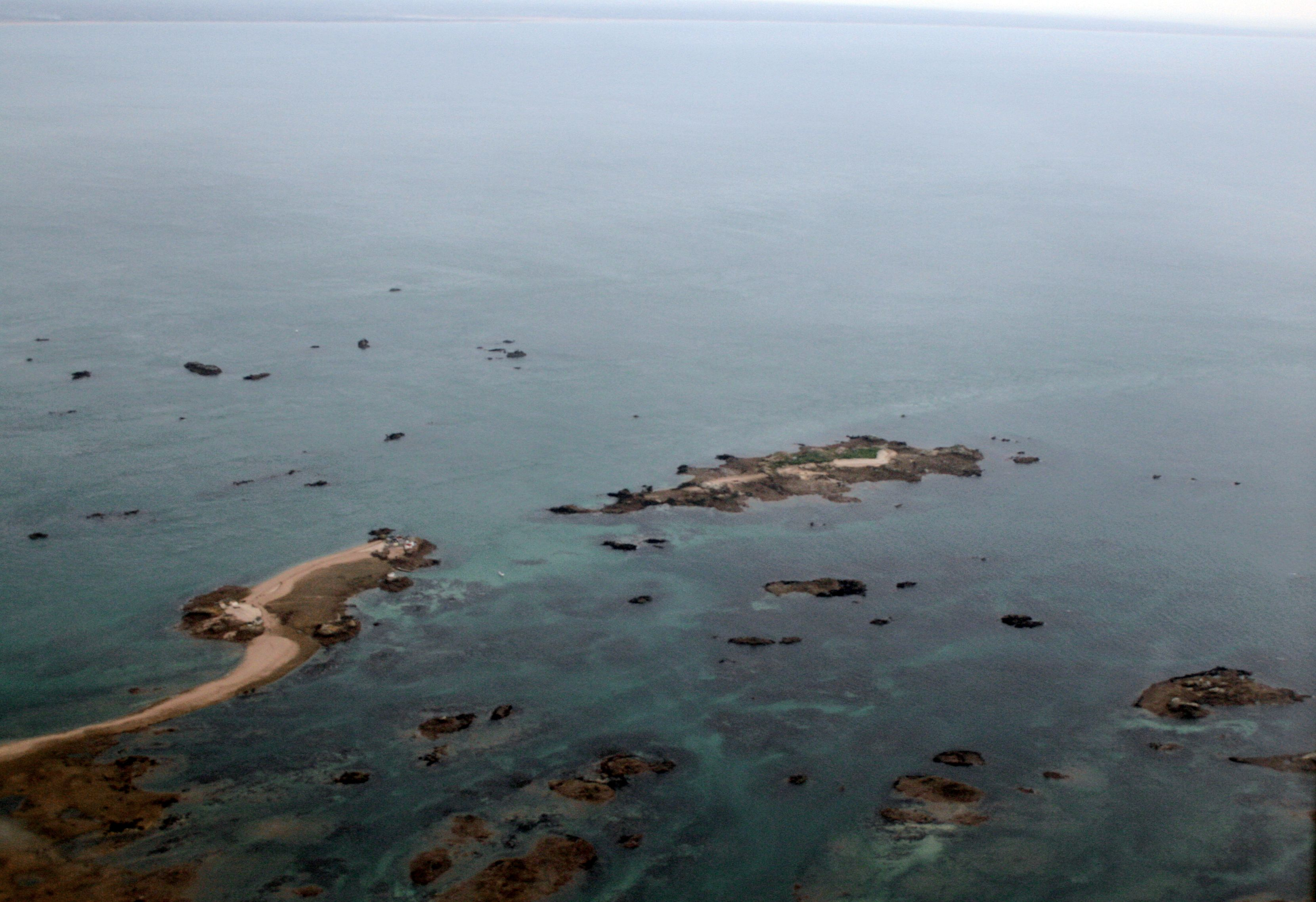
vista aérea das Écréhous.

As Écréhous ou Ecrehos (ou em Jèrriais: Êcrého) são um grupo de ilhas e rochas, situado a seis milhas (9,6 km) a nordeste de Jersey, e a oito milhas (12,8 km) da França. Eles fazem parte do Bailiado de Jersey e  administrativamente fazem parte da Freguesia de Saint Martin.

## Etimologia
O nome 'Ecrehos' é de origem nórdica. "Esker" como em Skerry significa banco pedregoso e "Hou" é o topônimo encontrado também em outras ilhotas da região, tais como Jethou, Lihou, Brecqhou, Burhou e outras, deriva de holm, que significa ilha. A primeira parte do nome parece remeter à palavra nórdica sker, que significa recife. As Ecrehos são, na verdade, do ponto de vista geológico, parte do mesmo grupo de ilhas como Les Dirouilles (a oeste) ou de Les Pierres de Lecq ('as Paternosters') (mais a oeste).

## Ilhotas
As ilhotas mais significativas do grupo são:
- Maîtr'Île;
- La Marmotchiéthe ('La Marmotière' em forma afrancesada);
- Lé Bliantch Île (La Blanche Île em forma afrancesada).

Também são incluídas: 
- Les D'mies
- La Grand' Naithe
- L'Etchièrviéthe
- Le Fou
- La Froutchie

Todas as ilhotas, com exceção das três primeiras, ficam submersas na maré alta. Não há residentes permanentes nas ilhotas e não há água doce disponível. Devido à erosão, elas agora são muito menores do que podem ter sido no passado. Maîtr'Île, a maior delas, possui cerca de 300 metros (0,19 milha) de comprimento. Há um pequeno número de cabanas de pescadores, sendo algumas delas utilizadas como residências de férias, nas ilhotas maiores, e um edifício da alfândega, em La Marmotchiéthe.

## História

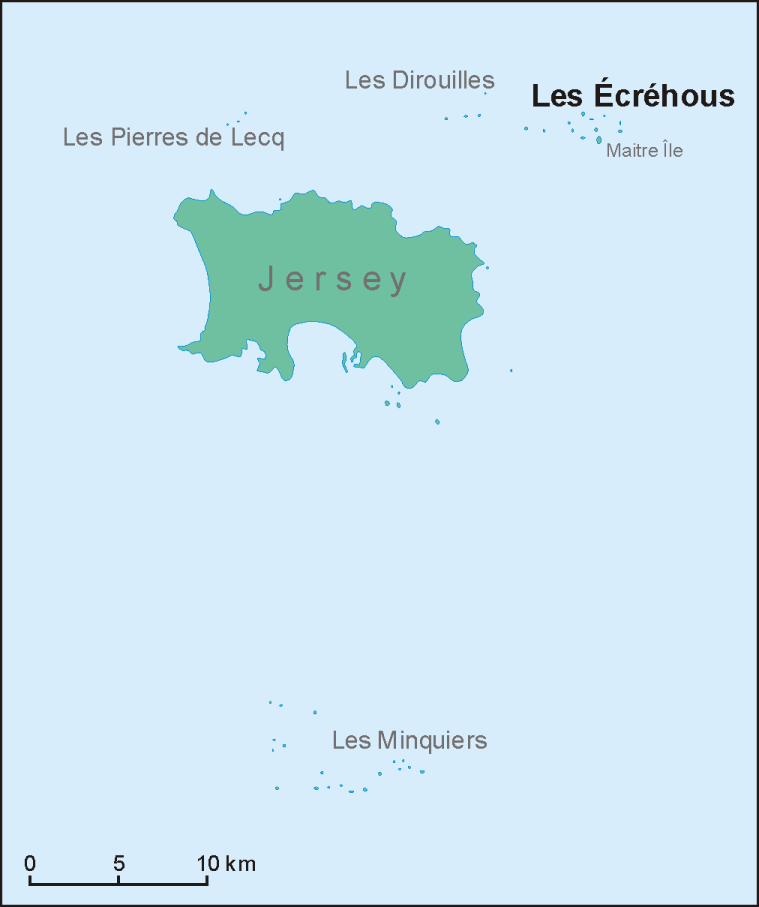
Mapa de localização de Les Écréhous em relação a Jersey

Durante a última Idade do Gelo, os níveis do mar estavam mais baixos e as ilhas foram um terreno elevado, acima de uma planície, que ligava o continente europeu ao sul da Inglaterra.

### Soberania
As ilhotas, junto com as outras Ilhas do Canal e a Península de Cotentin, foram anexados ao Ducado da Normandia em 933. Depois de William, Duque da Normandia, ter conquistado a Inglaterra em 1066, as ilhas permaneceram unidas ao Ducado até a conquista do interior da Normandia em 1204 por Filipe Augusto. Em 1259, Henrique III prestou homenagem ao rei francês pelas Ilhas do Canal. Embora Eduardo III tenha dispensado suas pretensões à coroa francesa e na Normandia pelo Tratado de Brétigny em 1360, ele reservou vários territórios para a Inglaterra.

### Capela e Convento
Em 1203, pouco antes da divisão da Normandia, ocorrida em 1204, João, Duque da Normandia concedeu  Ecrehos para a Abadia de Val-Richer para que pudesse ser construída uma igreja ali. A capela, media 3,12 m de largura e 5,03 m de comprimento; as acomodações do convento para os monges formavam uma extensão para a capela. No ano de 1309 foi relatado que um monge e um servo viviam em Ecrehos com um monge e um servo; uma luz de navegação era acesa todas as noites.
Em 1413 os conventos estrangeiros foram suprimidos e os monges voltaram para Val-Richer. A igreja e o convento de La Maîtr Île tornaram-se ruínas.

### Utilização
No século XVII, Ecrehos foi ocupado por contrabandistas. Registrou-se que o principal contrabando de mercadorias em 1690 através do Ecrehos era de chumbo e pólvora destinada a St Malô.
Para ajudar a controlar fraudes em votações em Jersey, era comum manter os cidadãos detidos nas ilhas até depois do fim da votação.:72

### Resolução da disputa de soberania
Durante o século XIX e início do século XX, houve várias ocasiões em que o controle nominal foi exibido – por exemplo, através de bandeiras e boias, e houve várias ocasiões em que o governo Britânico indicado para o governo francês, que pretendia resolver a questão.
Em 1950, a França levou o Reino Unido à Corte Internacional de Justiça (CIJ) para discussões com a finalidade de decidir a qual país o Minquiers e Ecrehos pertenciam. Os franceses pescavam nas águas, mas Jersey exercia vários direitos administrativos. Alguns mapas mostravam as ilhas Ecrehos como partes não integrantes de Jersey. A CIJ, considerado as evidências históricas, concedeu a controle das ilhas a Jersey no Acórdão de 17 de novembro de 1953.

### Status de proteção
Em 2005, os Estados de Jersey designaram-na como uma área sob a convenção de Ramsar, significando que a região é uma zona úmida de importância internacional, dando-lhe maior status e reconhecimento. Um plano de gestão para a área ainda não foi publicado. Houve uma consulta pública em 2010 em Jersey de sobre a gestão da área, mas os resultados não foram tornados públicos.

## Navegação
A entrada para as ilhas pode ser difícil. No entanto, é possível visitá-las em todos os estados da maré, a partir da entrada principal a sudoeste.

## Galeria

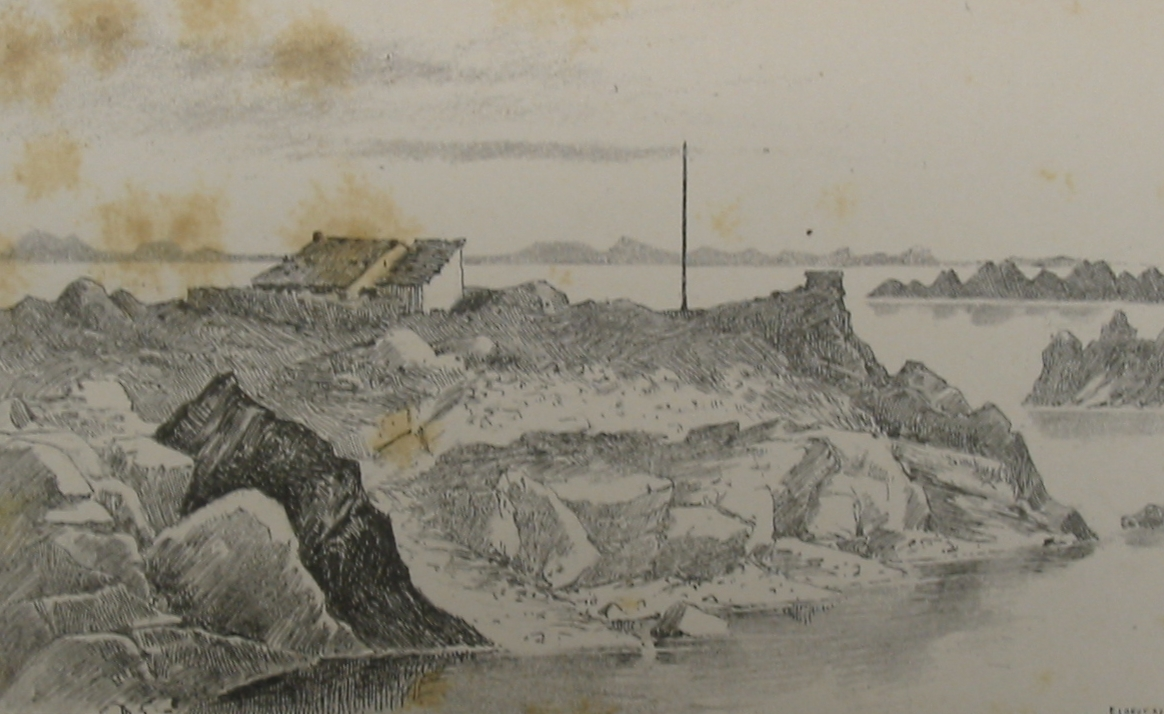
Ilustração do século XIX
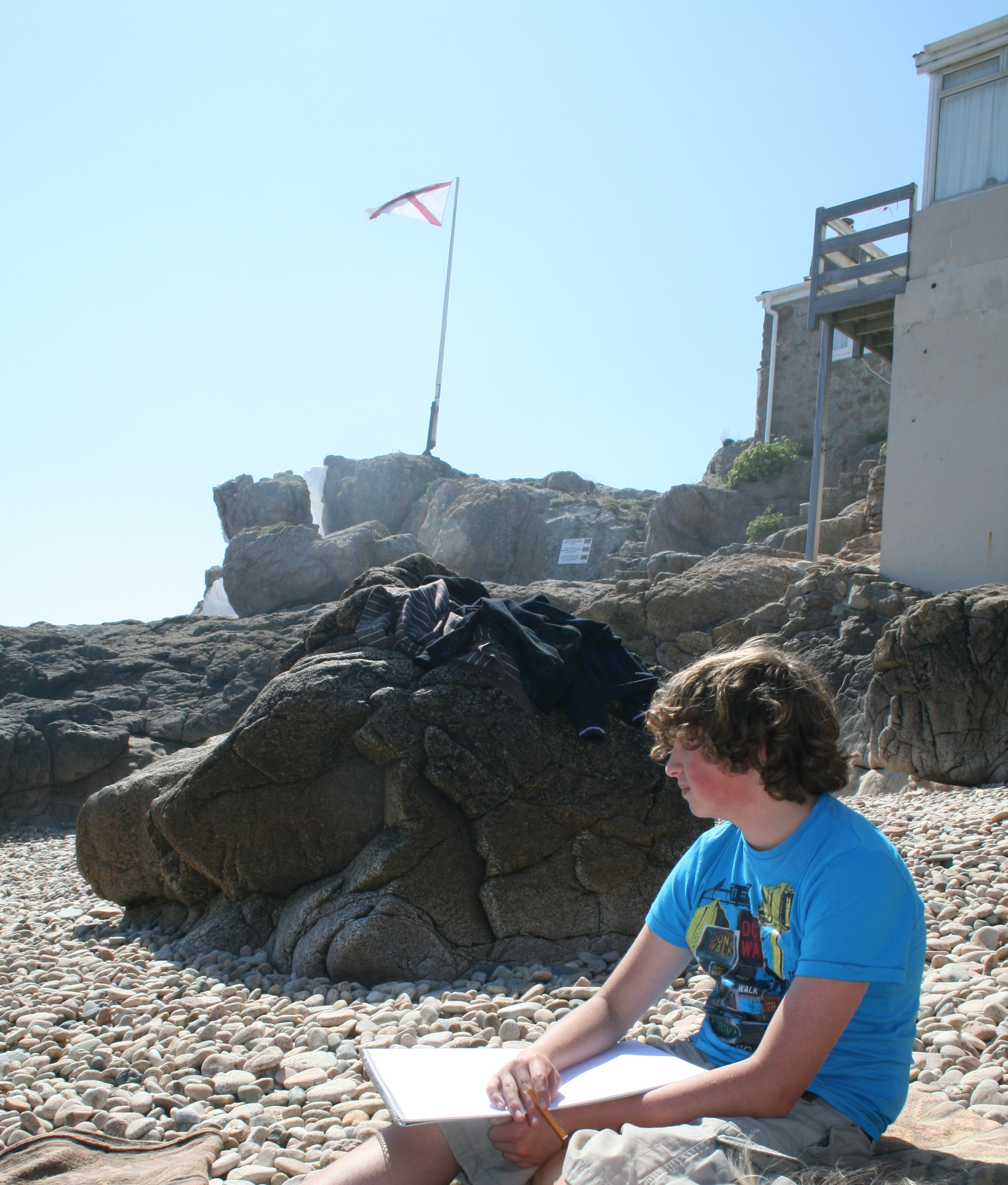
Mastro de bandeira em Maîtr'Île em 2008
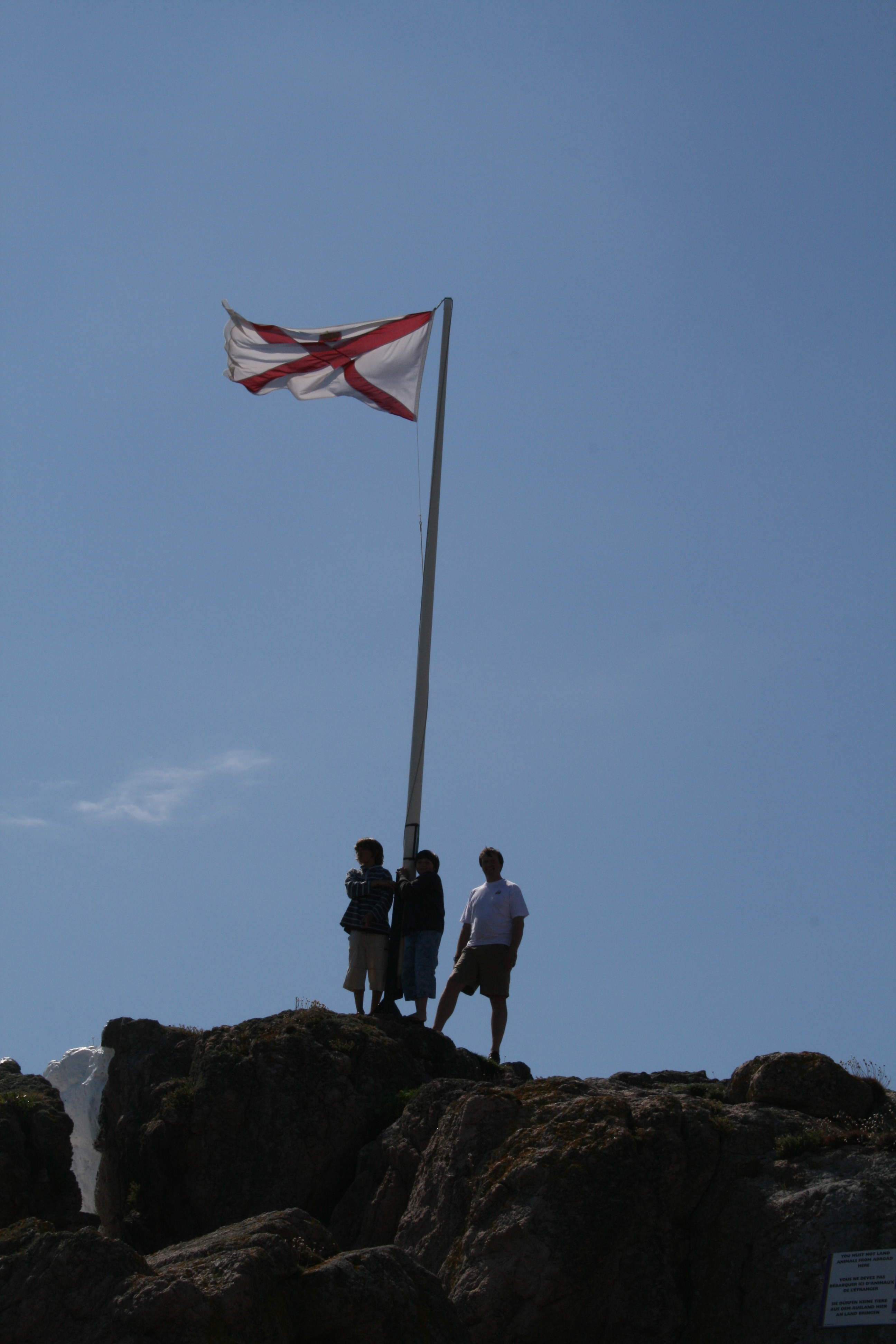
Bandeira em Maîtr'Île em 2008
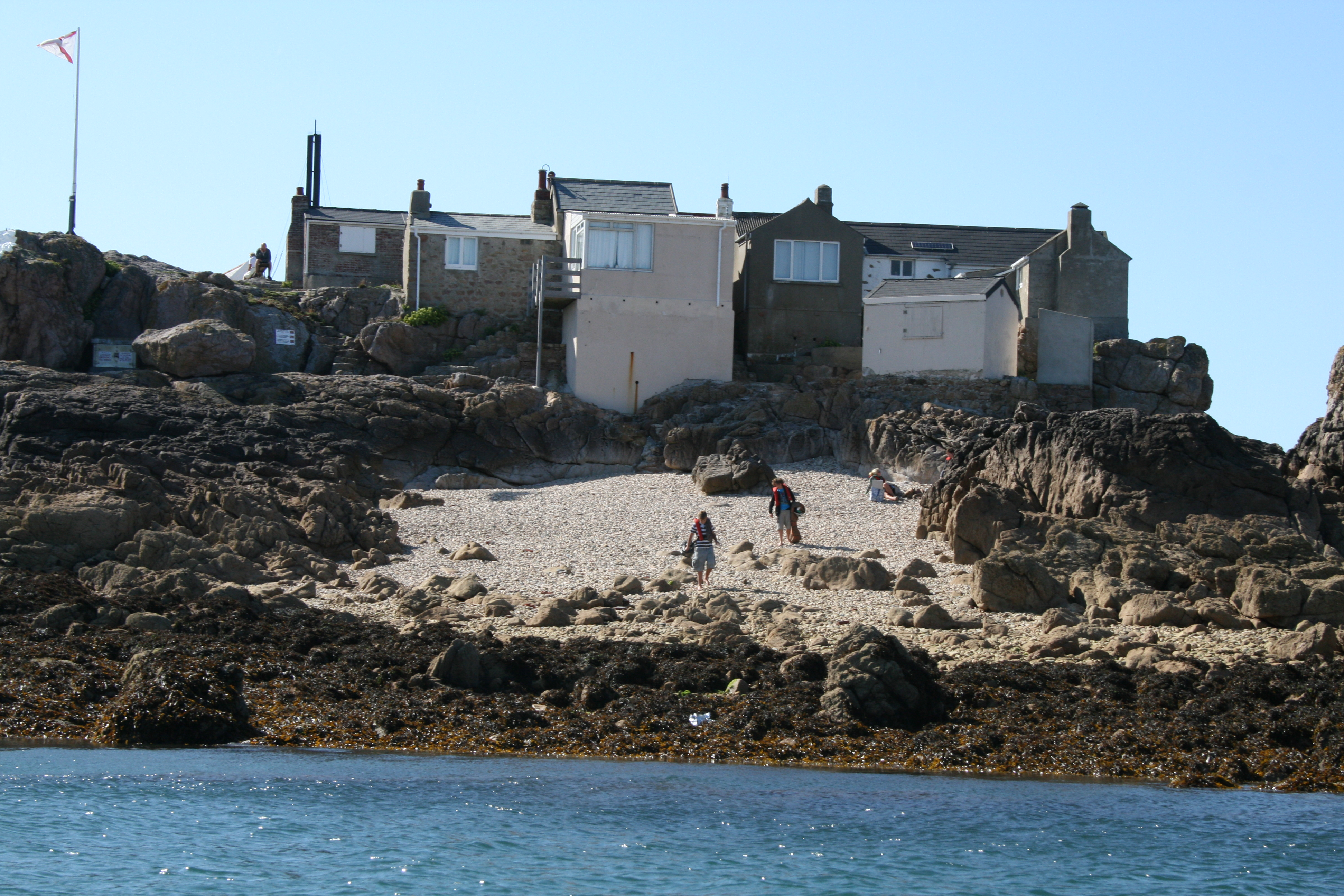
Maîtr'Île
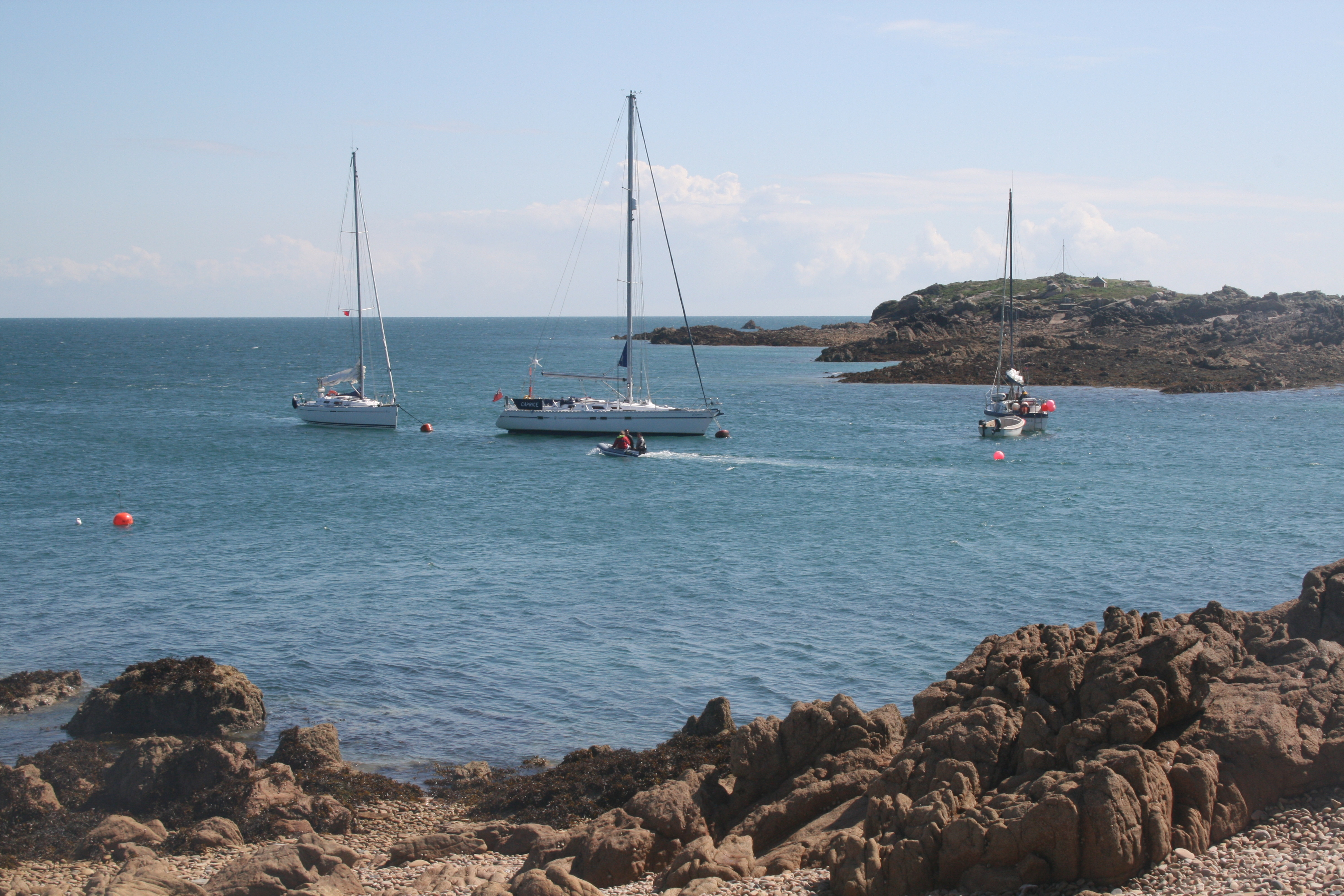

## Informações adicionais
- Arquivos do caso no ICJ podem ser encontrados no Arquivo Nacional, principalmente na sequência FO 371a.
- Les Ecrehous, Jersey: a História e a Arqueologia de um Arquipélago de uma Ilha do Canal (ISBN 0-901897-21-3) por Warwick Rodwell.
- Histoire des Minquiers et des Écréhous. Robert Sinsoilliez. Éditions l''Ancre de Marine.